# سم پارکین
سم پارکین (انگلیسی: Sam Parkin؛ زادهٔ ۱۴ مارس ۱۹۸۱) بازیکن فوتبال اهل بریتانیا است.
از باشگاه‌هایی که در آن بازی کرده است می‌توان به باشگاه فوتبال والسال، باشگاه فوتبال سنت میرن، باشگاه فوتبال ایپسویچ تاون، باشگاه فوتبال وایکام واندررز، باشگاه فوتبال کویین آف ساوت، باشگاه فوتبال چلسی، باشگاه فوتبال میلوال، باشگاه فوتبال اولدهام اتلتیک، باشگاه فوتبال سوئیندون تاون، باشگاه فوتبال لوتون تاون، باشگاه فوتبال اکستر سیتی، باشگاه فوتبال لیتون اورینت، باشگاه فوتبال سنت جانستون، و باشگاه فوتبال نورث‌همپتون تاون اشاره کرد.